# Посолство на България в Москва
Посолството на България в Москва е официална дипломатическа мисия на България в Русия. Намира се на улица Мосфильмовская № 66.
Посланик от април 2012 г. насам е Бойко Коцев – кариерен дипломат, преди това постоянен представител в Европейския съюз (2007 – 2012) и заместник-министър на вътрешните работи (2001 – 2007).

## Посланици на България в Москва

### В Руската империя
- Константин Стоилов (1883)
- Димитър Станчов (1897 – 1906)
- Генерал Стефан Паприков (1906, 1910 – 1912)
- Димитър Цоков (1908 – 1909)
- Стефан Бобчев (1912 – 1913)
- Генерал Радко Димитриев (1913 – 1914)
- Михаил Маджаров (1914 – 1915)

### В Съветския съюз
- Стефан Чапрашиков (1918)
- Никола Антонов (1936 – 1939)
- Тодор Христов (1940)
- Иван Стаменов (1940 – 1944)
- Димитър Михалчев (1934 – 1936, 1944 – 1946)
- Найден Курдаланов (1946, 1948 – 1949)
- Стела Благоева (1949 – 1954)
- Карло Луканов (1954 – 1956)
- Любен Николов (1956 – 1963)
- Стоян Караджов (1963 – 1967)
- Стоян Иванов (1967 – 1973)
- Димитър Жулев (1973 – 1986)
- Георги Панков (1986 – 1990)
- Владимир Велчев (1991 – 1992)

### В Руската федерация
- Владимир Велчев (1991 – 1992)
- Володя Нейков (1992 – 1994)
- Христо Миладинов (1994 – 1997)
- Василий Такев (1997 – 2000)
- Илиян Василев (2000 – 2006)
- Пламен Грозданов (2006 – 2012)
- Бойко Коцев (2012-2018)
- Атанас Кръстин (от 2018)

## Други дип. мисии на България в Русия
- Генерално консулство в Санкт Петербург
- Консулство в Екатеринбург